# Presidentvalet i Ecuador 2006
Presidentvalet i Ecuador 2006 stod mellan Rafael Correa och Alvaro Noboa. Correa fick 56,9 procent mot 43,1 för Noboa, ett resultat som förutspåtts innan med hjälp av opinionsmätningar. Alvaro Noboa, som är landets rikaste man, vägrade att ge upp för att invänta det slutgiltiga resultatet. 
Valet var en viktig politisk strid mellan socialistisk politik i landet och USA. Correa förväntas stärka banden till övriga vänsterledare i regionen, vilket gör att USA:s regering kommer att få jobba hårdare för att behålla sitt nuvarande starka inflytande i Ecuador. Alvaro Noboa, som blivit rik genom odling av bananer, vill däremot ta emot USA med öppna armar.